# 生身天満宮

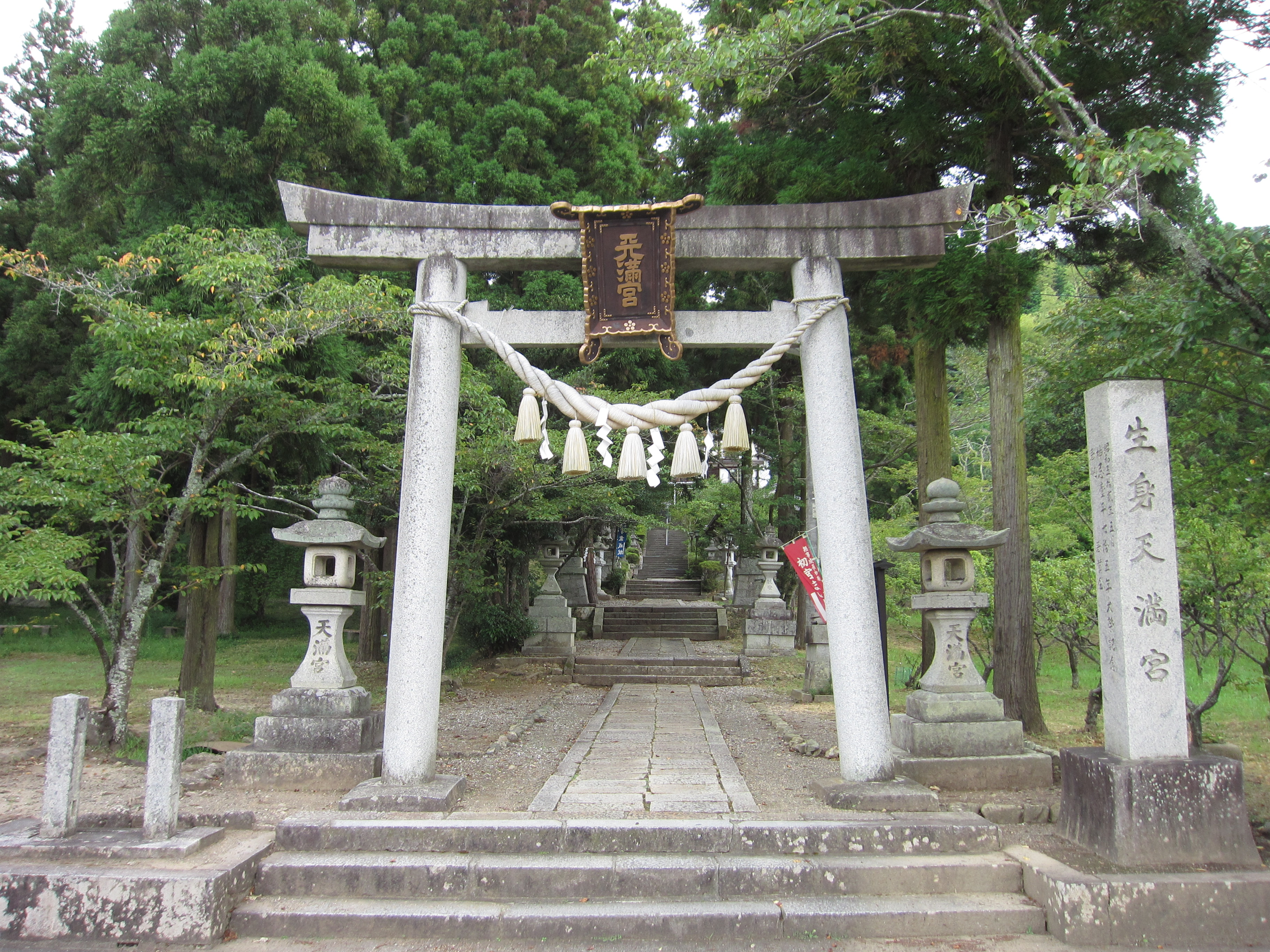
鳥居

生身天満宮（いきみてんまんぐう）は、京都府南丹市園部町美園町にある神社。旧社格は府社。
菅原道真の存命中の創建とされ、これをもって「生身天満宮」を称し「日本最古の天満宮」であるとしている。

## 祭神
- 菅原道真 （すがわらのみちざね）

## 歴史
南丹市の中心部、園部の天神山山腹に鎮座する。園部の地は菅原氏の知行所であり、小麦山に菅原道真の邸宅があったと伝えられている。
延喜元年（901年）に道真が大宰府に流された時、園部の代官・武部源蔵は道真の8男・慶能の養育を頼まれた。そして小麦山にあった邸内に小祠を作り、密かに道真の像を安置して生祠として奉斎したのが当社の始まりとする。延喜3年（903年）に大宰府で道真が亡くなると生祠を霊廟に改め、天暦9年（956年）、改めて神社として祭祀を行った。現在も続く宮司家は武部源蔵の子孫である。
戦国時代には、当地を治めた丹波守護職・細川家や織田家管領が、境内に乱暴狼藉や伐採を禁止する禁制高札を立てて兵乱から守った。その高札は現存し、京都府指定文化財となっている。
承応2年（1653年）、園部藩初代藩主・小出吉親が小麦山に築城する際に現在地に遷座された。

## 境内
本殿は一間社流造檜皮葺。周囲にめぐらされている回廊とともに、京都府の文化財に指定されている。

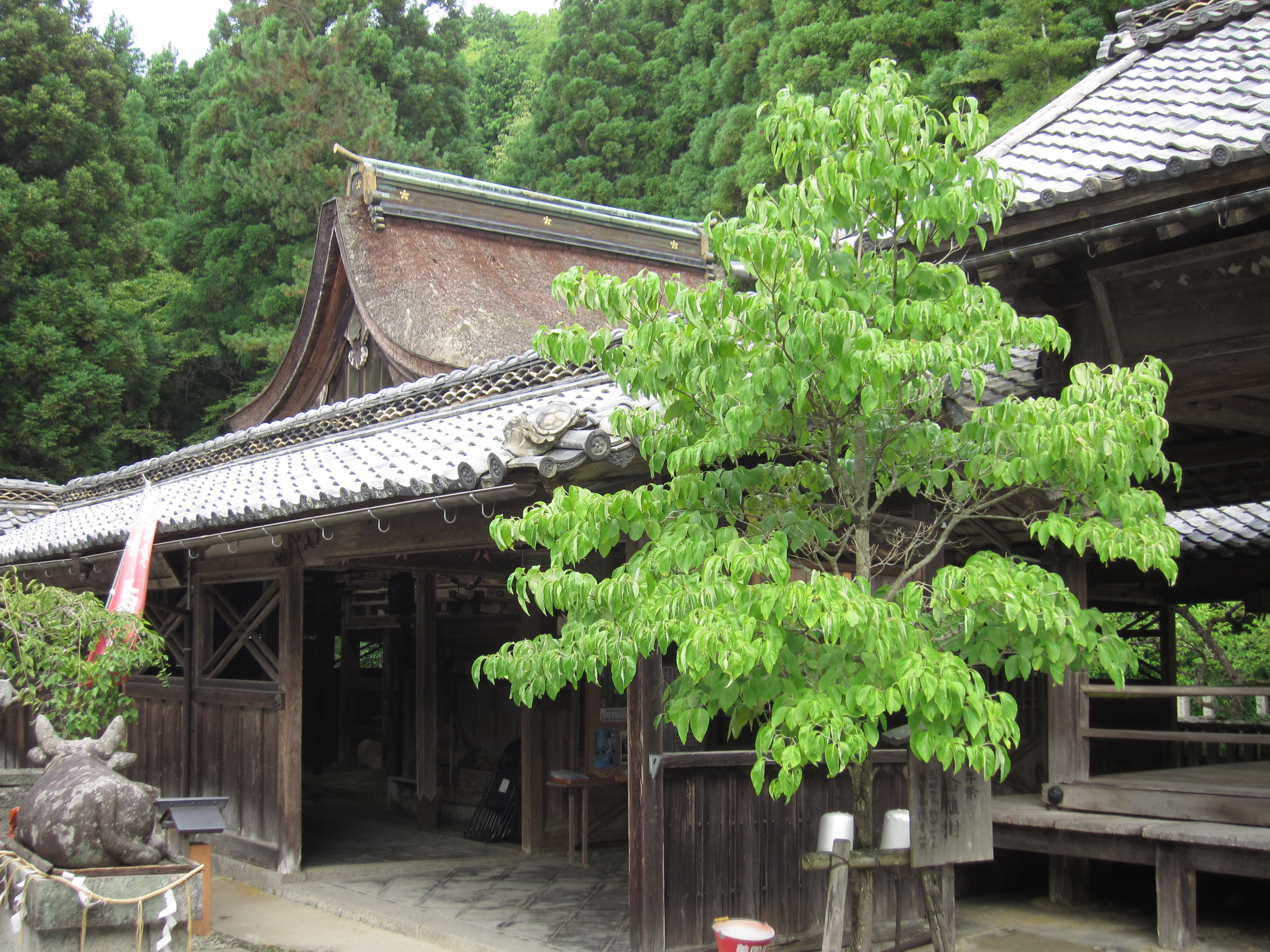
本殿と回廊（京都府指定文化財）
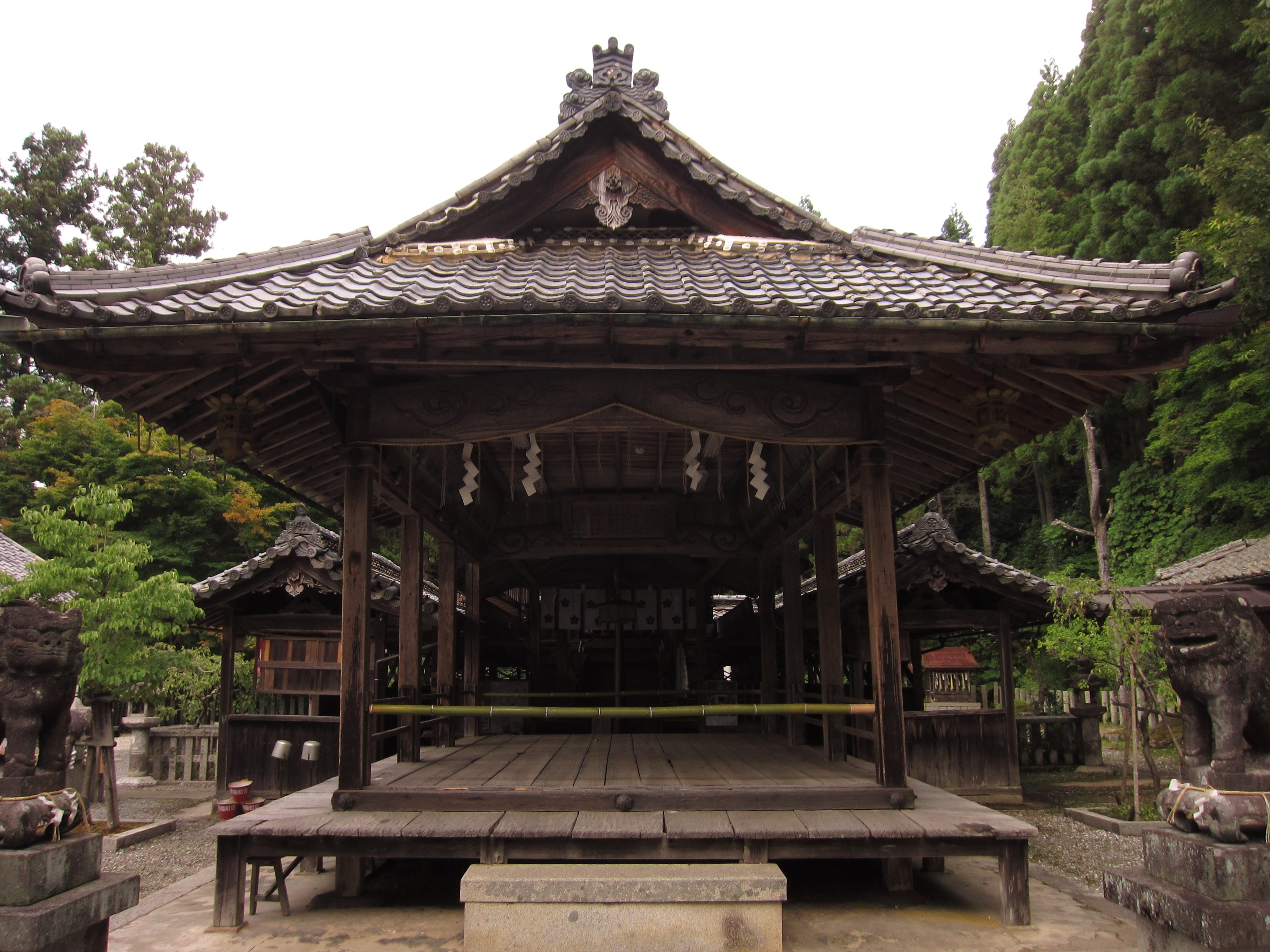
拝殿

## 摂末社

### 摂社

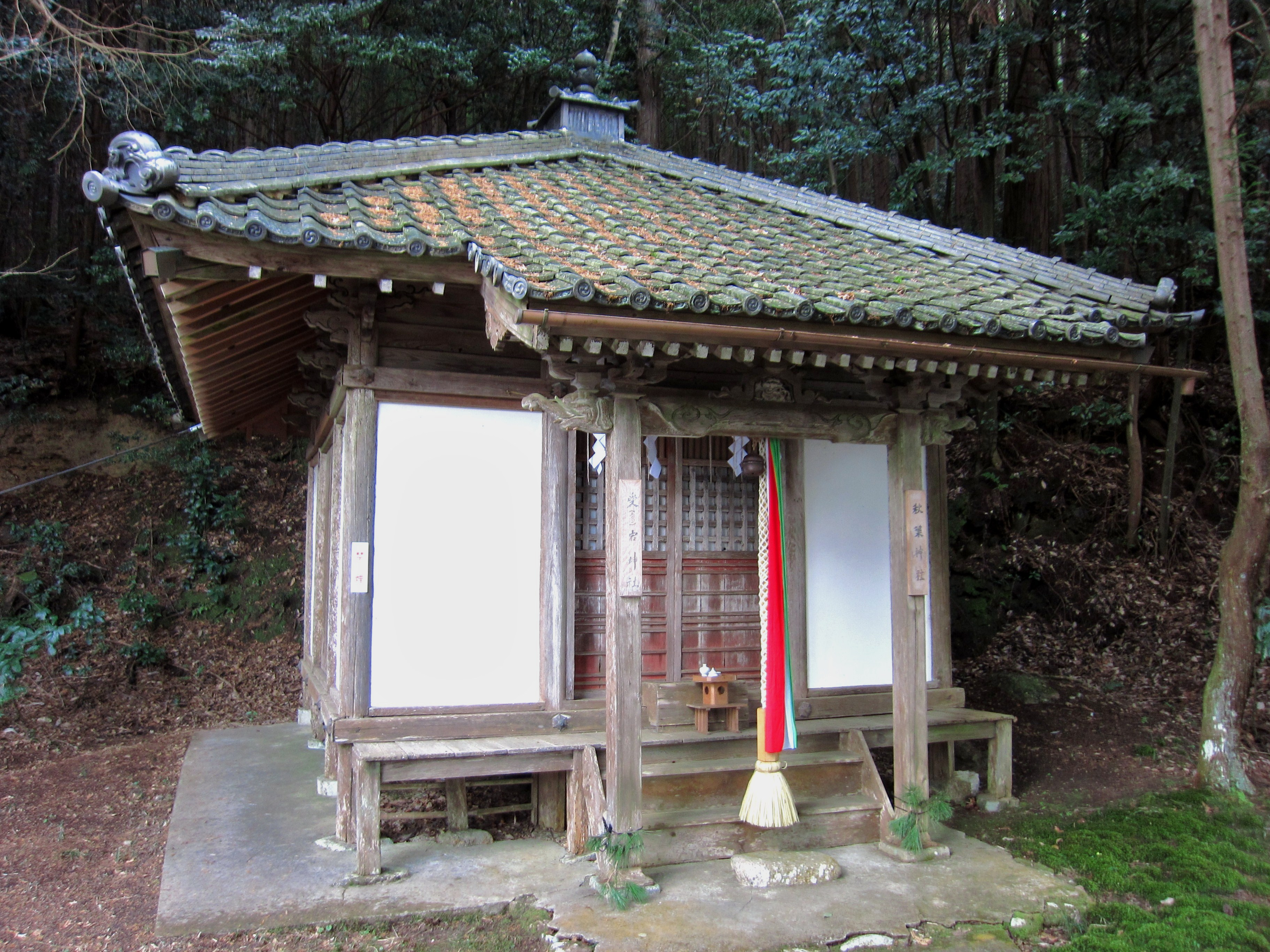
秋葉愛宕神社（京都府登録文化財）

- 武部源蔵社
  - 祭神：武部源蔵

祭神は当社創建者。北側参道沿いに鎮座。
- 大神宮 （伊勢神宮）
  - 祭神：天照大御神、豊受大御神

表参道突き当たりに鎮座。
- 秋葉愛宕神社
大神宮の右手上方に鎮座。社殿は京都府登録文化財。
- 厳島神社
  - 祭神：狭依姫命

表参道左手、池に囲まれて鎮座。
- 国定国光稲荷神社
表参道左手、厳島神社の奥に鎮座。

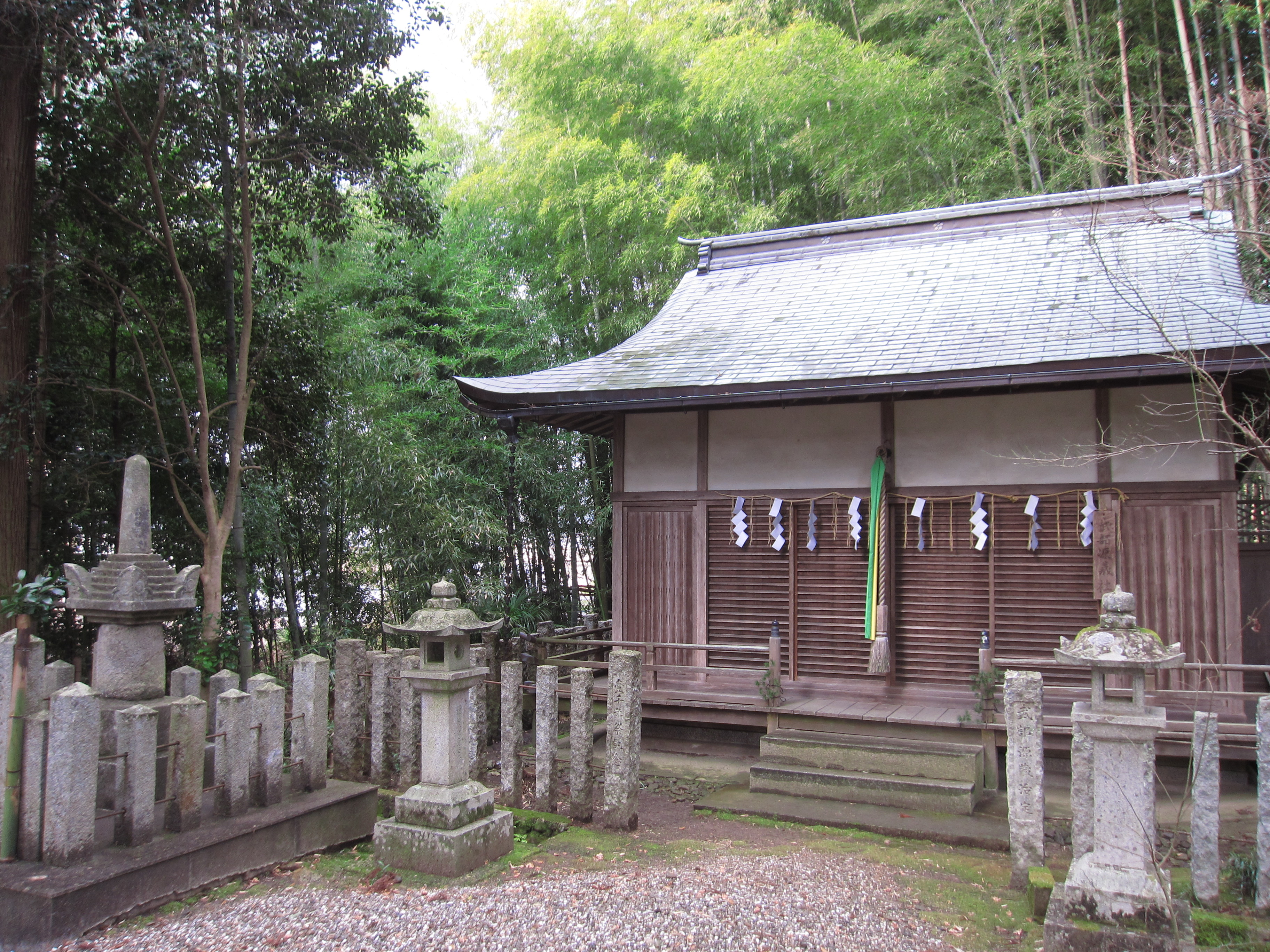
武部源蔵の墓（左）と武部源蔵社
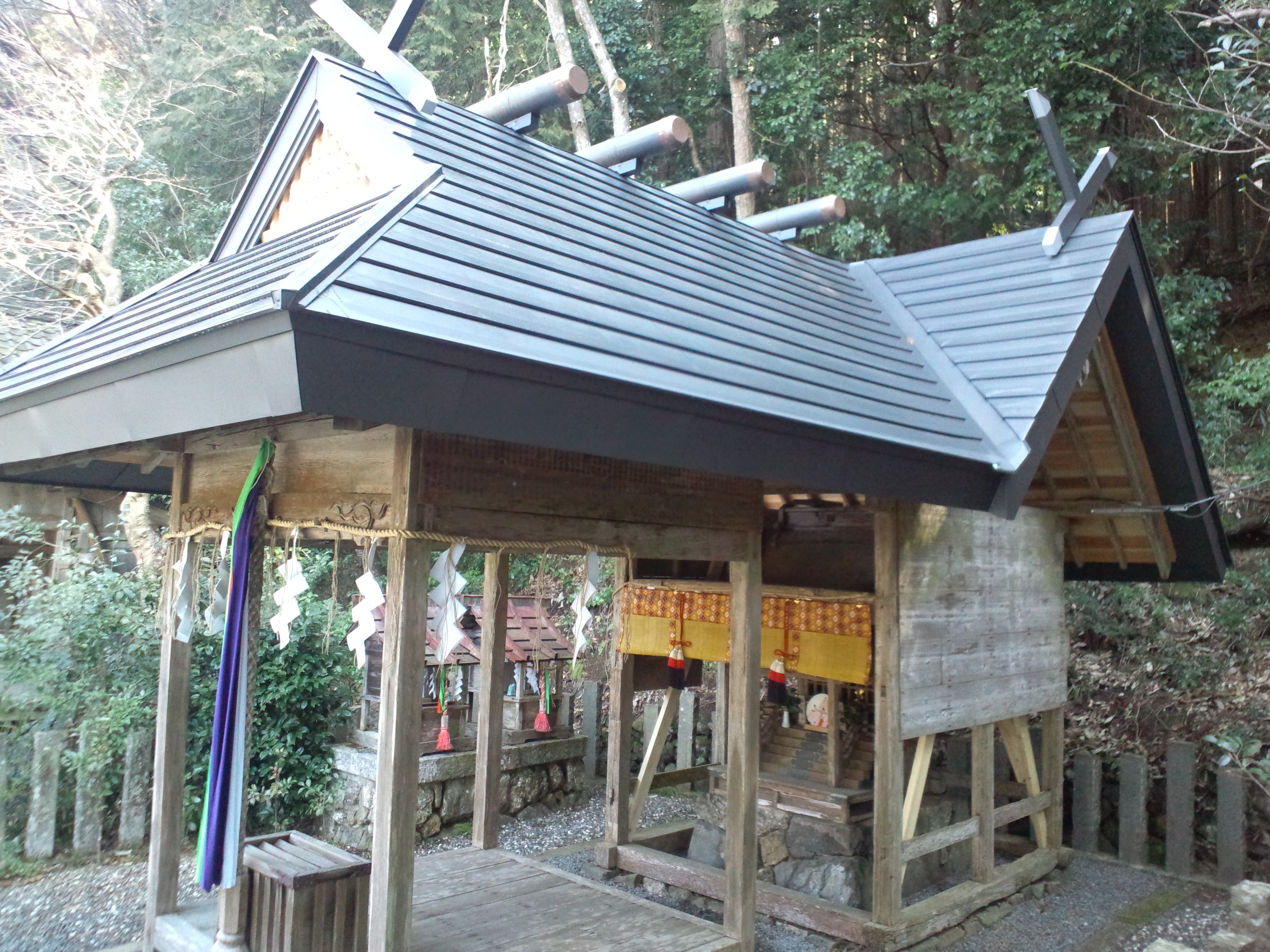
大神宮
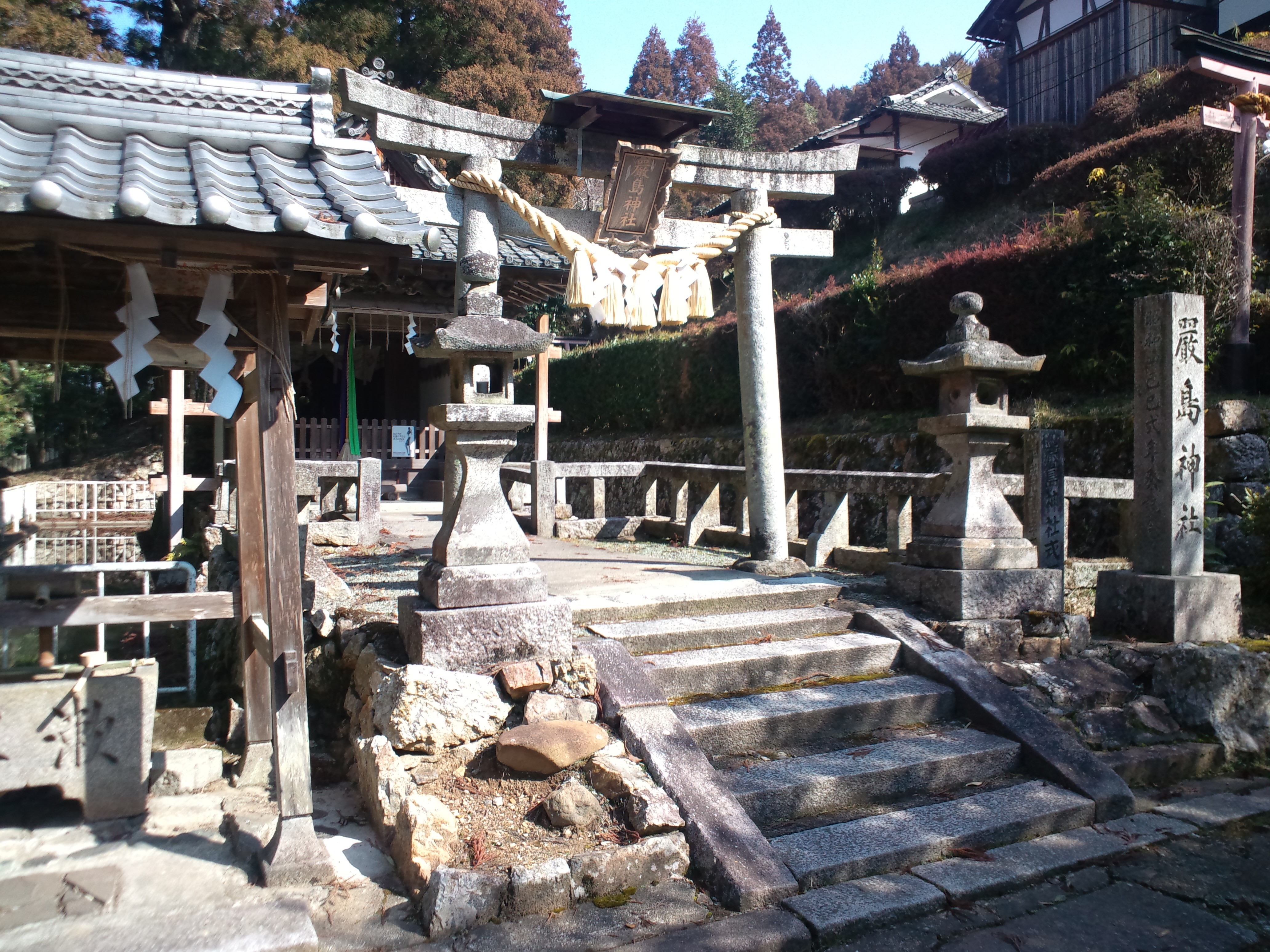
厳島神社

### 末社
- 白山姫神社
- 塞神社 （さいじんじゃ）
- 八坂神社
- 西宮神社
- 八幡宮
- 紅梅神社
- 白太夫神社
- 老松神社
- 稲荷神社
- 金比羅神社

### 御旅所
- 稲荷神社

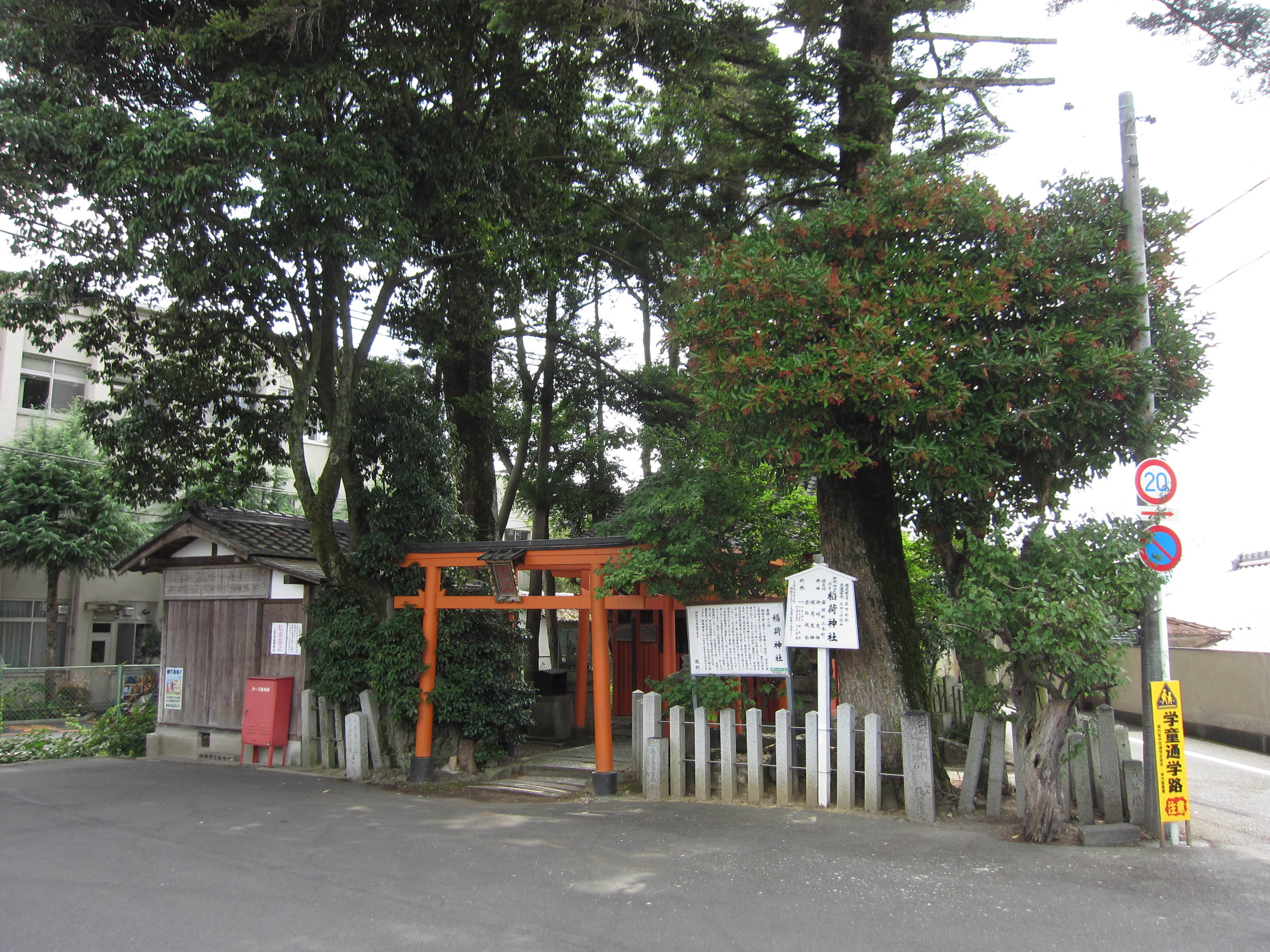
御旅所（稲荷神社）

  - 鎮座地：南丹市園部町上本町（北緯35度6分37.17秒 東経135度28分13.41秒 / 北緯35.1103250度 東経135.4703917度） - 南丹警察署前。
  - 祭神：御崎大神、明月大神、倉稲魂命

小出氏の守護神であった明月大神を慶応元年（1865年）に祀ったのが創祀。同年、御崎大神を合祀。元は

園部川堤上にあったが、現在の生身天満宮御旅所の地に明治41年に移された。

## 文化財

### 京都府指定文化財
- 本殿（附 棟札3枚）、回廊1棟 - 2006年（平成18年）指定。
- 制札 - 1988年（昭和63年）指定。

### 京都府登録文化財
- 拝殿 - 2006年（平成18年）登録。
- 秋葉社 - 2006年（平成18年）登録。

### 京都府文化財環境保全地区
- 生身天満宮文化財環境保全地区 - 2008年（平成20年）決定。

## 現地情報
所在地
- 京都府南丹市園部町美園町1-67

交通アクセス
- 最寄駅：JR西日本嵯峨野線 園部駅（徒歩約15分）

## 関連文献
（記事執筆に使用していない関連文献）
- 「園部天滿宮」『京都府史蹟勝地調査會報告 第六冊』京都府、1925年。 - リンクは国立国会図書館デジタルコレクション。